# Hans Mahle
Hans Mahle (Hamburg, 22 september 1911 – Berlijn, 18 mei 1999) was een Oost-Duits politicus, medeoprichter van het Nationalkomitee Freies Deutschland (Nationaal Comité Vrij Duitsland) en lid van de Groep Ulbricht. Vanaf 1945 hield hij zich bezig met de opbouw van de radio-omroep in de Sovjet-bezettingszone in Duitsland en in de DDR.

## Communistische jeugd
Mahle werd als Heinrich Mahlmann geboren in een communistisch arbeidersgezin in Hamburg. Zijn vader was betrokken bij de oprichting van de Hamburger afdeling van de Kommunistische Partei Deutschlands (KPD). In februari 1945 stierf Mahles vader in het concentratiekamp Buchenwald.
Mahle werd al vroeg in zijn jeugd lid van de Jonge Pionieren: de jeugdafdeling van de KPD. Via die weg leerde Mahle Ernst Thälmann kennen, doordat Thälmanns dochter Irma bij dezelfde afdeling van de Jonge Pionieren was aangesloten. In 1926 sloot Mahle zich aan bij de communistische jeugdbeweging KJVD (Kommunistischer Jugendverband Deutschlands). In 1928 werd hij op zeventienjarige leeftijd de leider van de Hamburgse afdeling van de Jonge Pioniers en in 1931 werd hij lid van het landelijk bestuur, waarbij hij verantwoordelijk werd voor het tijdschrift Trommel. Van 1932 tot 1935 was hij eerste secretaris (voorzitter) van het centraal comité van de KJVD.
In 1932 trad hij bovendien toe tot de Kommunistische Partei Deutschlands en werd hij  eerste secretaris van de Pioniersorganisatie in Duitsland. In die hoedanigheid vertegenwoordigde hij Duitsland in het Internationale Kinderbureau van de Komintern in Moskou.
Tijdens Hitlers machtsovername in de loop van 1933 werd Mahle in augustus teruggeroepen naar Duitsland om te werken voor de KJVD. Hij verrichtte die illegale werkzaamheden in Berlijn, Saksen en het Ruhrgebied. In 1935 reisde hij naar Praag, om van daaruit de communistische jeugdbeweging in het westen van Duitsland te leiden. Kort daarna werd hij in Amsterdam gearresteerd en korte tijd vastgehouden. In 1936 vestigde hij zich in de Sovjet-Unie.
In 1937 werd Mahle het Duitse staatsburgerschap afgenomen en later werd hij door de nationaalsocialistische regering bij verstek ter dood veroordeeld.

## Leven in de Sovjet-Unie
In Moskou werkte Mahle voor de Communistische Jeugd Internationale en tot 1941 als jeugdredacteur bij de radio. Vervolgens vertegenwoordigde hij de Duitse antifascistische jeugd in het Antifascistisch Comité van de Sovjet-Unie.
Eind oktober 1941, na de Duitse aanval op de Sovjet-Unie, werd Mahle geëvacueerd naar  Koejbysjev, waar hij in opdracht van de Komintern begon met de heropvoeding van Duitse krijgsgevangenen. Deze opdracht vervulde hij in december 1941 in het krijgsgevangenenkamp Spaski Sawod in Karaganda, samen met onder anderen Walter Ulbricht.
Als gevolg van zijn succesvolle werkzaamheden in Karaganda werd Mahle door de Komintern naar Oefa geroepen, waar hij de leiding kreeg van de jeugdzender Stormadelaar, die gericht was op de Hitlerjugend en op jonge Duitse soldaten. Vanaf 1943 werkte Mahle door middel van bezoeken aan krijgsgevangenenkampen mee aan de oprichting van het Nationalkomitee Freies Deutschland, een beweging die kon ontstaan doordat na de Slag om Stalingrad er een enorm aantal Duitsers in krijgsgevangenschap geraakten, waaronder ook hoge officieren. De regering van Stalin poogde deze militairen om te scholen tot antifascisten en hen onder te brengen in een Duits antifascistisch comité: het Nationaal Comité Vrij Duitsland.
In augustus 1943 werd hij leider van de radiozender Vrij Duitsland. In die hoedanigheid kwam hij in november van dat jaar aan het front bij Kiev terecht. In 1944 maakte hij deel uit van een werkgroep die zich bezighield met het naoorlogse programma van de KPD.

## Groep Ulbricht
Mahle maakte deel uit van de Groep Ulbricht, een groep communistische functionarissen die op 30 april 1945 uit ballingschap in de Sovjet-Unie terugkeerden naar Duitsland om het Russische leger bij te staan bij de wederopbouw van het bestuur van Berlijn en om de oprichting van politieke partijen en organisaties voor te bereiden. Mahle werd ingezet in de stadsdelen Tiergarten en Moabit. Hij haalde een aantal prominente wetenschappers naar Berlijn om als raadslid het nieuwe bestuur te adviseren: de arts Ferdinand Sauerbruch voor gezondheidszaken en landbouwdeskundige Andreas Hermes voor landbouwzaken.
Al snel verliet Mahle de Groep Ulbricht echter weer, om zich in Berlijn bezig te houden met zijn werkelijke interesse: het inrichten van een radiozender. Al in mei 1945 bood Mahles zender onder de voorlopige naam Radio Berlijn een volledig programma aan. Hoewel de communistische partij er bedenkingen bij had, liet Mahle in zijn uitzendingen ook politici van andere partijen aan het woord komen.

## Uitstoting en rehabilitatie
Van juni 1945 tot september 1947 maakte Mahle deel uit van het bestuur van de KPD en de SED. Er ontstonden echter controversen rond zijn persoon, waarbij werd getwijfeld aan zijn loyaliteit aan de communistische partij. Onder meer werd hem verweten dat hij in West-Berlijn woonde. In september 1947 werd hij in het SED-bestuur vervangen door Heinz Keßler.
In juli 1951 verloor Mahle op beschuldiging van spionageactiviteiten zijn positie als programmamaker voor de radio en televisie. Tot mei 1953 bleef hij echter werkzaam bij de Oost-Duitse omroep. Vervolgens werd hij naar Schwerin overgeplaatst, waar hij in een Konsum-winkel kwam te werken en het tijdschrift Der Genossenschaftler ging uitgeven.
Toen Chroesjtsjovs destalinisatie ook in de DDR doorzette, kon Mahle in Schwerin weer belangrijkere posten gaan bezetten. In mei 1956 werd hij hoofdredacteur van de Schweriner Volkszeitung, een lokale krant van de SED. Zijn werkelijke rehabilitatie kwam in februari 1959, toen hij werd benoemd tot hoofdredacteur van Die Wahrheit, de krant van de SED in West-Berlijn.  Bovendien werd hij in 1961 onderscheiden met de Vaderlandse Orde van Verdienste.  Zijn autobiografie, die in 1974 verscheen, werd in de DDR echter niet gepubliceerd.
- Gemeinsame Normdatei: 124752381
- International Standard Name Identifier: 0000 0001 0988 5704
- Library of Congress Control Number: n97010372
- Système universitaire de documentation: 105794341
- Virtual International Authority File: 74793542
- WorldCat: E39PBJpyqvmKDrmPV6BbH6MkjC